# ロバート・スピッツァー (精神科医)
ロバート・レオポルド・スピッツァー（Robert Leopold Spitzer、1932年5月22日 - 2015年12月25日）は、引退した精神医学の教員であり心理学者である 。

## ニューヨーク
彼は、その経歴のほとんどをアメリカ合衆国、ニューヨーク州、ニューヨークのコロンビア大学で過ごし、コロンビア大学精神分析学研修・研究センターの研究教員であった。彼は、近代的な精神障害の分類の重要な設計者であった。49年後の2010年12月に引退した。
彼は20世紀のもっとも影響力のある精神科医の1人と見なされている。

## 教育および初期
スピッツァーは、1932年にニューヨークのホワイト・プレインズに生誕した。彼はコーネル大学で心理学の学士号を、1957年にニューヨーク大学医科大学院で医学博士を取得した。スピッツァーは、1953年に『アメリカ精神医学雑誌』に掲載を拒否された、ヴィルヘルム・ライヒの理論に基づく論文を書いた。
スピッツァーが、アメリカ合衆国-イギリス診断計画のための4人のアメリカ合衆国運営委員会の一員となり、その結果は1972年に公開された。（最も重要な違いは
調査した国々の間で最も重要な違いが存在し、ニューヨークにおいてはロンドンにおけるよりも、統合失調症の概念が広く用いられ、躁鬱:Manic-depressiveあるいは躁うつ病:bipolarと呼ばれた可能性のある患者が含まれていた）スピッツァーは、1968年に「ダイアグノ I」（Diagno I）というコンピューター・プログラムを共同開発しており、これは論理的決定木に基づき、精神状態評価法（Psychiatric Status Schedule、1970年彼が共同出版した）の評価点による診断を導き、これによる結果は、その計画の一貫性を検査するのに用いられた。
スピッツァーは気分障害質問票（Mood Disorder Questionnaire, MDQ）を共同開発し、これは双極性障害の診断に用いられるスクリーニング技術である。彼はまた、患者健康質問票（Patient Health Questionnaire, PRIME-MD）を共同開発し、精神疾患を有するかどうかを自己管理的に確認できる。

## DSMにおける立場
スピッツァーは、1980年に発刊されたアメリカ精神医学会による『精神障害の診断と統計のマニュアル』第3版（DSM-III）の特別委員会の委員長であった。
スピッツァーは、明確な診断基準と共に各々の精神障害を分類するという、精神障害の近代的な分類の重要な設計者であったが、マニュアルの後の改定版において、彼は誤りと過剰とみなして批判した；しかし、スピッツァーは他の代替物よりもまだ良いという見解を維持している。
スピッツァーは、2007年の英国放送協会（BBC）の番組シリーズ「罠」（The Trap）にて手短に取り上げられ
彼の主張は、DSMを、症状が生じている文脈に少し注意を払うと同時に、精神障害の定義を操作可能化したことによって、数多くの人々の、人間としての正常な体験を医療化した可能性がある。
スピッツァーは、2003年にDSM-IVの編集者のマイケル・ファーストと共に方針説明を共同執筆し、「DSMは一般的に臨床上、役に立つとみなされている」と述べた。方針説明は、専門家による実践と、医学生と研修医からの意見による調査のようなデータの観察に基づいていた。プライマリ・ケアの精神科医が、DSMは使うためには複雑すぎると見ていることを付け加えている。DSMが完璧には程遠いと認めたが、中止するという要求は却下した。著者らは強調し、その当時の精神医学的障害の理解としての限界から、DSMコード/診断の多数が一部の患者に適用される可能性が確かにあるが、患者に単一の診断をあてがうための「総計的な憶測」であるだろうと、述べた。著者らはまた、特定の疾患の基準の品質が悪いことが分かっていることを認めたが、このことは、なぜマニュアルが手動で定期的な改訂を受けなければならないかの理由のひとつであると論じた。さらに、著者らは、ICD-9を採用せよという要求を却下する理由として、診断基準がないため精神医学が30年前に戻るだろうとし、さらにICD-10はDSM-III-Rの分類によく似ていると述べた。
2013年、スピッツァーの決定的な自伝、『DSM-III®の製作：診断マニュアルによるアメリカの精神医学の征服』（日本語未訳：The Making of DSM-III®: A Diagnostic Manual's Conquest of American Psychiatry）は、歴史家のハンナ・S.デッカー（Hannah S. Decker）によって出版された。
スピッツァーは、透明性を欠いたDSM-5の改定作業を批判していた。彼はまた、精神病性障害（psychotic disorders）における軽度の症状を有する人々に対する精神病リスク症候群（psychosis risk syndrome）の導入の案のような、特定の提案を批判した。

## 受賞
スピッツァーは、精神医学への貢献によって、ニューヨーク医学アカデミーよりトーマス・ウィリアム・サーモン勲章を受賞した。

## 著書
- Critical Issues in Psychiatric Diagnosis (with Donald F. Klein), Raven, 1978. ISBN 0-89004-213-6
- DSM III Casebook, American Psychiatric Publications, 1981. ISBN 0-89042-051-3
- Treatment of Mental Disorders (with James W. Jefferson), Oxford University Press, 1982. ISBN 0-19-503107-5
- Psychopathology, a Case Book (with Janet B. W. Williams and Andrew E. Skodol), McGraw-Hill, 1983. ISBN 0-07-060350-2
- DSM-III Case Book (Diagnostic), Cambridge University Press, 1985. ISBN 0-521-31530-1
- APA: Desk Reference to DSM-III R (Diagnostic), Cambridge University Press, 1987. ISBN 0-521-34693-2
- An Annotated Bibliography of DSM-III, 1987. ISBN 0-88048-257-5
- Structured Clinical Interview for DSM-III Axis I Disorders, Research Version, Patient Edition (SCID-I/P), 1990. ISBN 0-88048-411-X 、『DSM-III-R面接法』ISBN 978-4260117630
- DSM-IV Casebook: A Learning Companion to the Diagnostic and Statistical Manual of Mental Disorders, 1994. ISBN 0-88048-675-9
- Structured Clinical Interview for DSM-IV Axis I Disorders (SCID-I), 1997. ISBN 0-88048-931-6 『精神科診断面接マニュアル』 ISBN 978-4535983281
- International Perspectives on DSM-III, Diagnostic and Statistical Manual of Mental Disorders, American Psychiatric Association, 1998. ISBN 0-88048-017-3
- DSM-IV-TR Casebook: A Learning Companion to the Diagnostic and Statistical Manual of Mental Disorders, American Psychiatric Association, 2002. ISBN 1-58562-058-0 『DSM-IV-TRケースブック』 ISBN 978-4260118798
- Treatment Companion to the DSM-IV-TR Casebook, American Psychiatric Association, 2004. ISBN 1-58562-139-0 『DSM-IV-TRケースブック : 治療編』 ISBN 426-0002368
- DSM-IV-TR Casebook, Volume 2, American Psychiatric Association, 2006. ISBN 1-58562-219-2